# Laura Collett
Laura May Collett, MBE (* 31. August 1989 in Leamington Spa) ist eine britische Reiterin, die in der Vielseitigkeit antritt.

## Anfänge
Collett gewann im Alter von 13 Jahren die höchste Pony-Konkurrenz bei der Horse of the Year Show 2003. Als Jugendliche gewann sie neun Medaillen, darunter drei Einzelgoldmedaillen, bei den Junioren 2006 auf Fernhill Sox, bei den Junioren 2007 auf Rayef und bei den jungen Reitern 2009 wieder auf Rayef.

## Laufbahn
Collet nahm an drei Europameisterschaften im Vielseitigkeitsreiten in der Einzelkonkurrenz teil. 2011 bei ihrem Debüt bei den Senioren in Luhmühlen schied sie im Gelände aus.
2013 hatte sie einen schweren Reitunfall nachdem sie mehrfach reanimiert werden musste. Aufgrund schwerster innerer Verletzungen und diverser Knochenbrüche konnte sie nur durch Notfallchirurgie gerettet werden. Sie erholte sich jedoch gut und konnte ihren Sport wieder aufnehmen.
2015 belegte sie bei der Europameisterschaft in Blair Castle auf Grand Manoeuvre den 13. Platz. Mit London 52 siegte sie 2018 in der Klasse der Acht- und Neunjährigen bei den Blenheim Horse Trials. Collett wurde 2018 mit Mr Bass Zweite bei der Fünf-Sterne-Prüfung in Luhmühlen. Ihren ersten Fünf-Sterne-Sieg errang sie im Oktober 2020 bei den Etoiles de Pau in Frankreich auf ihrem Pferd London 52. Sie blieb auch die einzige Fünf-Sterne-Siegerin im Jahr 2020 weil alle anderen Fünf-Sterne-Turniere wegen COVID-19 abgesagt wurden.
2021 startete Collet für Großbritannien bei den Olympischen Sommerspielen 2020 in Tokio, die wegen der COVID-19-Pandemie verschoben worden waren. Sie gewann in der Equipe mit Oliver Townend und Tom McEwen die Goldmedaille.
Collett wurde 2022 zum Member des Order of the British Empire (MBE) ernannt.
2022 gewann Collett die Badminton Horse Trials mit London 52. Sie ging von Anfang an in Führung und setzte mit 21,4 Punkten einen neuen Rekord in Badminton.
Bei den Olympischen Sommerspielen 2024 in Paris gewann sie mit der Mannschaft mit Rosalind Canter und Tom McEwen erneut die Goldmedaille und im Einzelwettbewerb die Bronzemedaille. In der ersten Teilprüfung (Dressur) erzielte sie mit 17,5 Punkten das bisher in dieser Disziplin vergebene beste Ergebnis überhaupt.

## Pferde
- Mr Bass
  - 2015 World Young Horse champion
  - 2018 Luhmühlen 5* Zweiter Platz
- London 52
  - 2018 Blenheim 4* Sieger bei den 8&9 Jährigen
  - 2020 Pau 5* Sieger
  - 2021 Olympische Spiele – Goldmedaille Equipe, Einzel 9. Platz
  - 2022 Badminton 5* Sieger und Rekordhalter (21.4)
  - 2024 Olympische Spiele – Goldmedaille Equipe, Bronzemedaille im Einzel